# Louis Gillès de Pélichy
 (mars 2025).
Pour les articles homonymes, voir Gillès et Pélichy.
Louis Gillès de Pélichy (Anvers, 25 juin 1798 - Anvers, 29 avril 1876) est un homme politique belge.

## Biographie
Issu de la famille Gillès de Pélichy et de Gillès, Louis Gillès est un fils du chevalier Louis-Michel Gillès et de Jeanne de Pret de Calesberg. Il est le frère cadet de Philippe Gillès de Gravenwezel, avec qui il obtient la reconnaissance de la noblesse en 1829. En 1842, il obtient du Roi Léopold 1er le titre de baron, transmissible à tous ses descendants mâles, et en 1872 il obtient le droit d’ajouter le nom de Pélichy, celui de sa belle-famille, à son nom de famille.
À partir de 1825, il est, comme ses ancêtres, régent de l’orphelinat catholique 't Boompje à Amsterdam. Il est directeur de la Bibliothèque catholique de Belgique à partir de 1823 et de l’hôpital du Paardenmarkt d’Anvers.
En 1830, il se range immédiatement du côté de la rébellion contre Guillaume d'Orange pour soutenir l'indépendance Belge. Il est élu membre suppléant du Congrès national, mais n’eût pas à siéger. 
En 1831, il devient secrétaire de la Commission d’enquête sur les victimes des pillages de la Révolution de 1830. Louis Gillès fut conseiller municipal d'Anvers (1833-1835) et membre du Bureau de bienfaisance (à partir de 1850).
Fonctions :
- directeur du Polder de Lillo,
- président du conseil d'administration de l’hôpital Saint Charles d’Anvers,
- membre de la Noble Confrérie du Saint-Sang à Bruges (1829),
- président du Comité de secours (1848),
- membre de la Commission de lutte contre le choléra (1848, 1849, 1866),
- président des marguilliers de l'église Saint Jacques d'Anvers,
- président du Cercle catholique d’Anvers.

En 1854, il devient sénateur catholique pour le district de Roulers, succédant au défunt Joseph De Neckere. Il occupa ce poste jusqu’en 1859. Son élection était le résultat du fait qu’il résidait une grande partie de l’année dans le domaine Het Blauwhuis à Iseghem. 

### Mariage et descendance
Il épouse à Bruges les 4 et 6 août 1828 la baronne Marie de Pélichy (Bruges, 9 mars 1808 - Iseghem, 22 août 1872), fille du baron Jean de Pélichy, député au Congrès national, puis sénateur, bourgmestre de Bruges, et de Marie de Huerne, dame d'Iseghem. Elle lui apporte le château de Blauwhuis, à Iseghem. Tous deux eurent sept enfants et sont les ancêtres de tous les porteurs du nom de Gillès de Pélichy :
- Baron Joseph Gillès de Pélichy (Anvers, 12 août 1829 - Molembaix, 7 février 1860), marié en 1856 avec Caroline de La Croix de Maubray (1831-1892), dont postérité ;
- Marie Gillès de Pélichy (Anvers, 23 mars 1831 - Espierres, 21 juin 1906), mariée en 1854 avec le baron Armand del Fosse et d'Espierres (1829-1916), sans postérité ;
- Baron Philippe Gillès de Pélichy (Anvers, 12 août 1832 - s'Gravenwezel, 29 novembre 1920), marié en 1862 avec Caroline de Brouchoven de Bergeyck (1837-1915), dont postérité ;
- Sophie Gillès de Pélichy (Anvers, 31 octobre 1833 - Anvers, 16 novembre 1833) ;
- Baron Jean Gillès de Pélichy (Anvers, 6 août 1837 - Anvers, 28 octobre 1919), marié en 1861 avec Mathilde Moretus (1841-1863), sans descendance ;
- Baron Charles Gillès de Pélichy, père jésuite (Anvers, 3 janvier 1839 - Iseghem, 27 juillet 1872) ;
- Baron Alexandre Gillès de Pélichy, succède à ses parents au château de Blauwhuis, à Iseghem (Anvers, 19 septembre 1844 - Bruges, 9 mars 1926), marié en 1871 avec la baronne Savina Van Caloen (1850-1921), soeur de Dom Gérard Van Caloen. Elle fait entrer dans la famille le château de Male, dont postérité : leur fils Charles Gillès de Pélichy fut membre de la Chambre des représentants, puis sénateur ; leur autre fils, le baron Bénédict Gillès de Pélichy est le père du baron Daniel Gillès de Pélichy, écrivain.